# FK Metalurg Skopje
FK Metalurg Skopje (makedonskou cyrilicí ФК Металург) je severomakedonský fotbalový klub z města Skopje, který byl založen roku 1964. Své domácí zápasy hraje na stadionu Železarnica s kapacitou 4 000 diváků.

## Úspěchy
Severomakedonský fotbalový pohár
- 1 × vítěz (2010/11)[3]